# Jos Frederiks
Jos Frederiks (Nijmegen, 24 februari 1976) is een voormalig Nederlandse basketballer die op het moment technisch manager is bij SPM Shoeters Den Bosch.. Eerder speelde hij voor Den Bosch zelf, BS Weert, EiffelTowers Nijmegenen het Nederlands basketbalteam.
Jos Frederiks won in zijn carrière vijf keer het landskampioenschap en drie keer de NBB Beker. In het seizoen 2008-09 raakt Jos Frederiks geblesseerd en kort daarna besloot hij een punt te zetten achter zijn loopbaan.

## Statistieken
| seizoen | club                    | land      | competitie     | Bijzonderheden                                                             |
| ------- | ----------------------- | --------- | -------------- | -------------------------------------------------------------------------- |
| 1993/94 | Canoe Jeans Den Bosch   | Nederland | FEB Eredivisie | Finalist FEB Playoffs                                                      |
| 1994/95 | Canoe Jeans Den Bosch   | Nederland | FEB Eredivisie |                                                                            |
| 1995/96 | America Today Den Bosch | Nederland | FEB Eredivisie | Kampioen FEB Playoffs (1)                                                  |
| 1996/97 | EBBC Den Bosch          | Nederland | FEB Eredivisie | Kampioen FEB Playoffs (2)                                                  |
| 1997/98 | BS Weert                | Nederland | FEB Eredivisie |                                                                            |
| 1998/99 | BS Weert                | Nederland | FEB Eredivisie | Winnaar FEB Cup (1)                                                        |
| 1999/00 | BS Weert                | Nederland | FEB Eredivisie |                                                                            |
| 2000/01 | BS Weert                | Nederland | FEB Eredivisie |                                                                            |
| 2001/02 | EiffelTowers Nijmegen   | Nederland | FEB Eredivisie | Finalist NBB Beker                                                         |
| 2002/03 | EiffelTowers Nijmegen   | Nederland | FEB Eredivisie | Kampioen FEB Playoffs (3) Bekerwinnaar (1) Winnaar Cup der Lage Landen (1) |
| 2003/04 | EiffelTowers Nijmegen   | Nederland | FEB Eredivisie |                                                                            |
| 2004/05 | EiffelTowers Nijmegen   | Nederland | FEB Eredivisie |                                                                            |
| 2005/06 | EiffelTowers Den Bosch  | Nederland | FEB Eredivisie | Kampioen FEB Playoffs (4)                                                  |
| 2006/07 | EiffelTowers Den Bosch  | Nederland | FEB Eredivisie | Kampioen FEB Playoffs (5)                                                  |
| 2007/08 | EiffelTowers Den Bosch  | Nederland | FEB Eredivisie | Finalist FEB Playoffs Bekerwinnaar (2)                                     |
| 2008/09 | EiffelTowers Den Bosch  | Nederland | FEB Eredivisie | Finalist FEB Playoffs Bekerwinnaar (3)                                     |
| 2009/10 | EiffelTowers Den Bosch  | Nederland | FEB Eredivisie |                                                                            |